# Kalanchoe inaurata
Kalanchoe inaurata är en fetbladsväxtart som beskrevs av Desc.. Kalanchoe inaurata ingår i släktet Kalanchoe och familjen fetbladsväxter. Inga underarter finns listade i Catalogue of Life.